# Geschichte von der Stadt Lebta

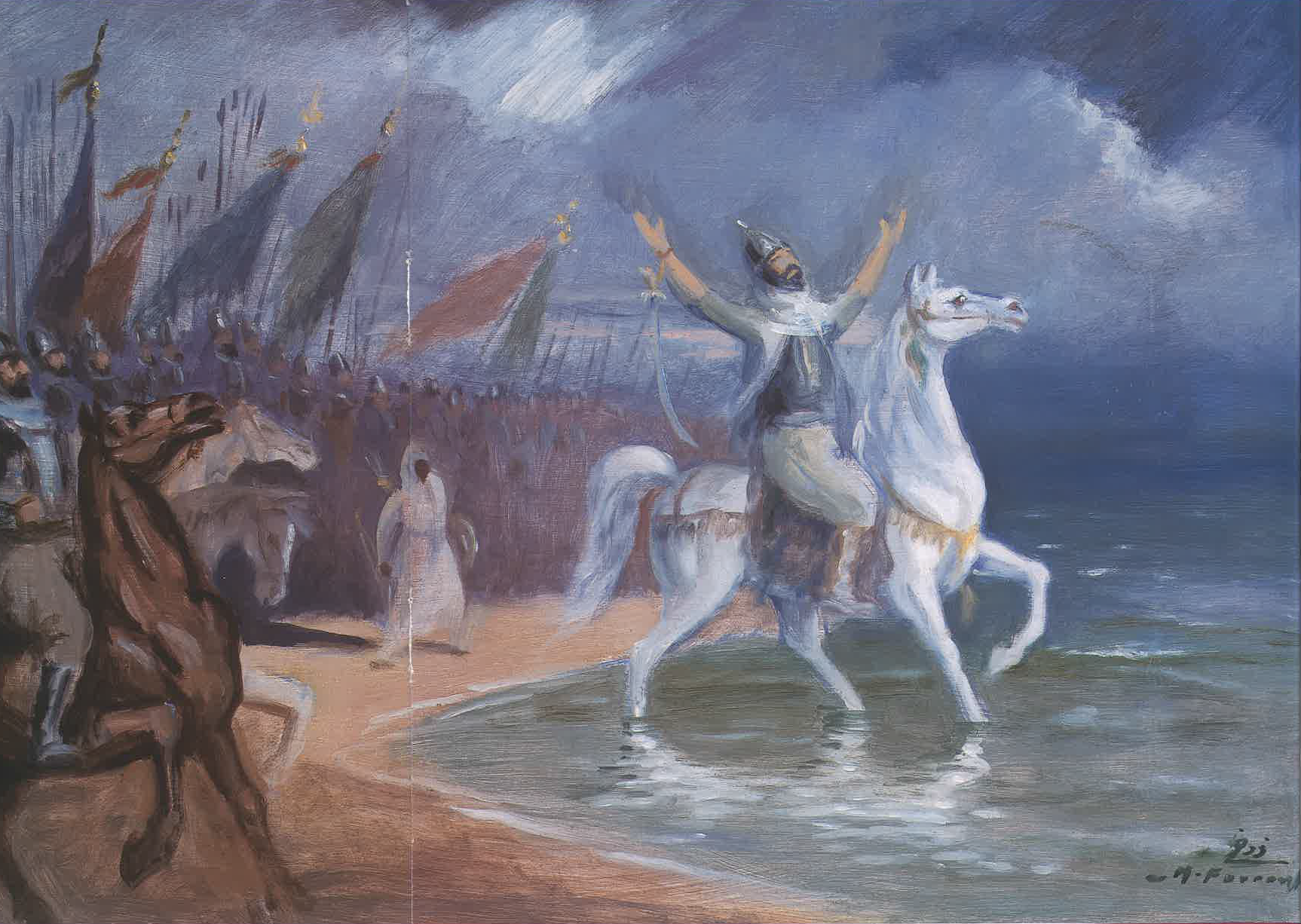
Ein arabisches Heer erreicht den Atlantik. Gemälde von Moustafa Farroukh.

Die Geschichte von der Stadt Lebta ist eine Erzählung in den Geschichten aus Tausendundeiner Nacht. Sie wird in der Arabian Nights Encyclopedia als ANE 67 gelistet.
Sie erzählt von der verhängnisvollen Eroberung einer byzantinischen Stadt durch die muslimischen Heere während der Islamischen Expansion (632–750).

## Handlung
Einst gab es im Lande der Römer (Byzantiner) eine Königsstadt namens Lebta, in der eine Burg stand, die immer verschlossen gehalten wurde. Jedes Mal, wenn ein König starb, legte der neue König ein neues, stärkeres Schloss an das Tor der Burg, sodass es schließlich vierundzwanzig wurden. Nach dieser Zeit bemächtigte sich jedoch ein Mann des Königsthrons, der nicht zur angestammten Herrscherfamilie gehörte, und wollte die Schlösser der Burg öffnen, um zu sehen, was in ihr war. Die Eliten des Reiches ersuchten ihn flehentlich und mit angebotenen Schätzen, dass er die Schlösser nicht öffne, doch der neue König ließ sich von seinem Vorhaben nicht abbringen und öffnete die Schlösser der Burg und öffnete das Tor. In der Burg fand er Bildnisse von berittenen und bewaffneten Arabern. Auch fand er ein Schriftstück, in dem gewarnt wurde, dass wenn das Tor geöffnet werde, eine Araberschar das Land erobern werde.
Nun lag die Stadt Lebta in Andalusien und in eben diesem Jahr fiel sie an den Feldherrn Tariq ibn Ziyad, der im Auftrag des Umayyaden-Kalifen Abd al-Malik (reg. 685–705) handelte. Tariq ibn Ziyad bereitete der Stadt einen schrecklichen Untergang, machte viel Beute, plünderte das Land und nahm Frauen und Kinder gefangen. All die Güter sandte er an Al-Walid II., den Sohn und Nachfolger Abd al-Maliks. Von der Stadt aus breiteten die Araber ihren Machtbereich weiter in Andalusien aus.

## Historischer Hintergrund

Muslimische Eroberung Spaniens.

Enno Littman ging davon aus, dass es sich bei der Nennung der Stadt Lebta in der Kairoer-Handschrift von Tausendundeine Nacht um eine Verwechslung mit der Stadt Septa handelte; dem heutigen Ceuta, der vom heutigen Marokko abgetrennten nordafrikanisch-spanischen Enklave, die beim Vordringen der Araber während der Islamischen Expansion (632–750) im noch zum byzantinischen Reich gehörte. In der Arabian Nights Encyclopedia gehen Marzolph, van Leeuwen und Wassouf davon aus, dass es sich bei Lebta (dort Labtayt) um die Stadt Toledo handelt.
Der Kalif al-Walid II. regierte von 705 bis 715 und in seine Zeit fiel 711 die Übersetzung der muslimischen Heere auf die Iberische Halbinsel, wo die Araber das Westgotenreich unter Führung des Usurpators Roderich (gest. 711) angriffen und letztlich vernichteten. Der byzantinische Befehlshaber im nordafrikanischen Ceuta hatte zuvor bereits den arabischen Heeren die Stadt übergeben. Nach Ansicht von Enno Littmann bewahrt die Erzählung, in der einige historische Fakten durcheinander gehen, die Erinnerung an die Zeit der Islamischen Expansion in Spanien bzw. Nordafrika. Auch die Autoren der Arabian Nights Encyclopedia schließen sich dieser Sicht an.

## Textquellen
Die Geschichte findet sich in den ägyptischen Handschriften, darunter der Kairoer Handschrift, und den frühen arabischen Druckfassungen des 19. Jahrhunderts. Die Kalkutta-II Edition nutzen Richard Francis Burton und Enno Littmann für ihre Sammlungen.

## Ausgaben
- Richard Francis Burton: Arabian Nights, Burton Club, 1900 (Erstausgabe 1885–1888), Band 4, 99–101.

- Enno Littmann: Die Erzählungen aus den tausendundein Nächten, Insel Verlag, Frankfurt 1968, Band 3, S. 90–92.